# Kirche Ganschendorf

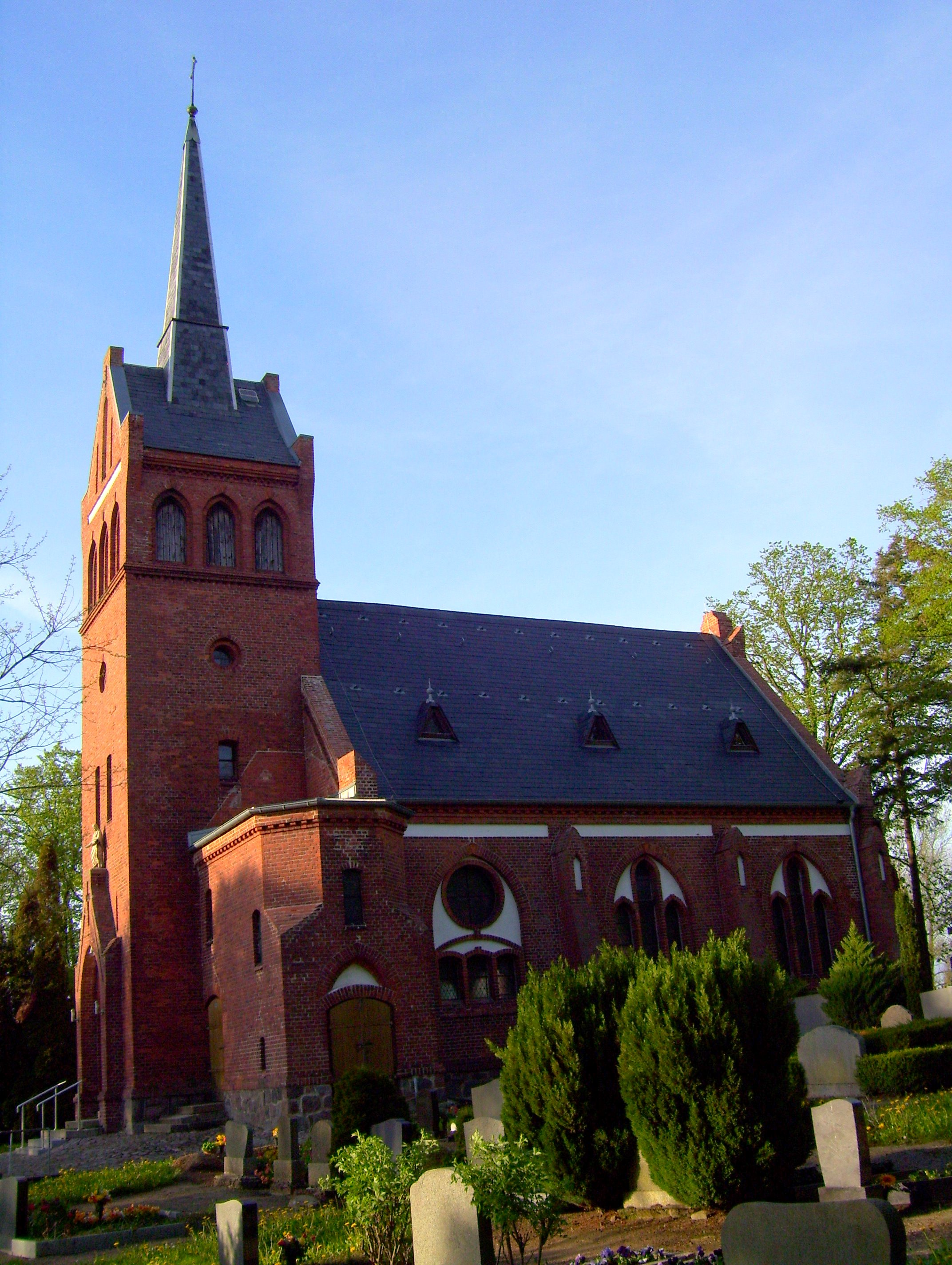
Kirche Ganschendorf

Die Kirche Ganschendorf ist ein neugotisches Kirchengebäude im Ortsteil Ganschendorf der Gemeinde Sarow im Landkreis Mecklenburgische Seenplatte. Die Kirche gehört zur Kirchengemeinde Beggerow und seit 2012 zur Propstei Demmin im Pommerschen Evangelischen Kirchenkreis der Evangelisch-Lutherischen Kirche in Norddeutschland. Vorher gehörte sie zum Kirchenkreis Demmin der Pommerschen Evangelischen Kirche.
Die Kirche wurde Ende des 19. Jahrhunderts an der Stelle eines Vorgängerbaus errichtet. Bei diesem handelte es sich um einen Findlingsbau vom Ende des 16. Jahrhunderts. Der halbkreisförmige geschlossene Chorraum hatte kleine, hochgelegene Fenster. Die Wände des hölzernen Kirchturms waren leicht geböscht. Der Turm hatte eine oktogonale, stark eingezogene, schiefergedeckte Pyramidenspitze.
Die heutige Kirche wurde nach dem Abriss des alten maroden Gebäudes neu errichtet. Die Kirchweihe erfolgte 1896.
Die Glocke im Turm stammt aus dem Jahr 1517.
Das Dach der Kirche wurde 2004 erneuert. Im selben Jahr erfolgten Renovierungen im Inneren nach alten Vorbildern. Nordöstlich der Kirche befindet sich ein Grablege für Angehörige der ehemaligen Gutsbesitzerfamilie von Maltzahn. Dort wurde ein Gedenkstein für den letzten Besitzer des Gutes Ganschendorf, Falk Freiherr von Maltzahn, aufgestellt, der 1945 nach dem Einmarsch der Roten Armee verhaftet worden war und kurze Zeit darauf in einem Lager bei Thorn starb.

## Orgel
Dazu wurde die Orgel von Georg Grüneberg aus der Werkstatt von Barnim Grüneberg in Stettin eingebaut. Das Instrument verfügt über neun Register auf einem Manualwerk und Pedal.
| Manualwerk C–f3 |              |     |
| 1.              | Bordun       | 16′ |
| 2.              | Principal    | 8′  |
| 3.              | Gedackt      | 8′  |
| 4.              | Gamba        | 8′  |
| 5.              | Salicional   | 8′  |
| 6.              | Octave       | 4′  |
| 7.              | Flauto dolce | 4′  |

| Pedal C–d1 |          |     |
| 8.         | Subbaß   | 16′ |
| 9.         | Octavbaß | 8′  |

- Koppeln: Pedalcoppel